# Europejski Tydzień Zrównoważonego Transportu

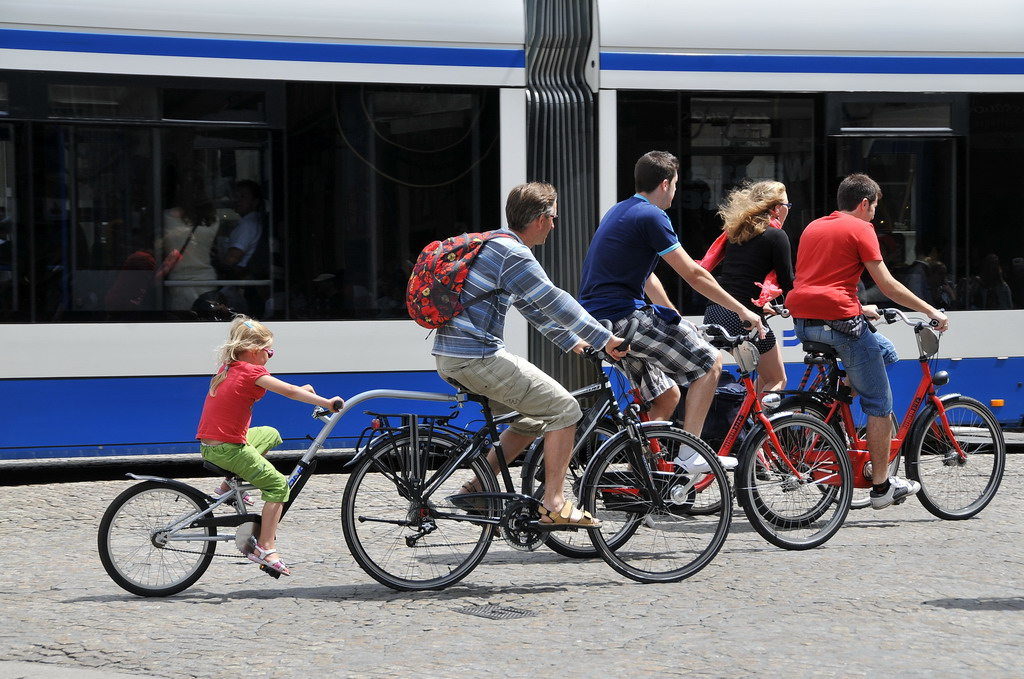
Rowerzyści w Amsterdamie

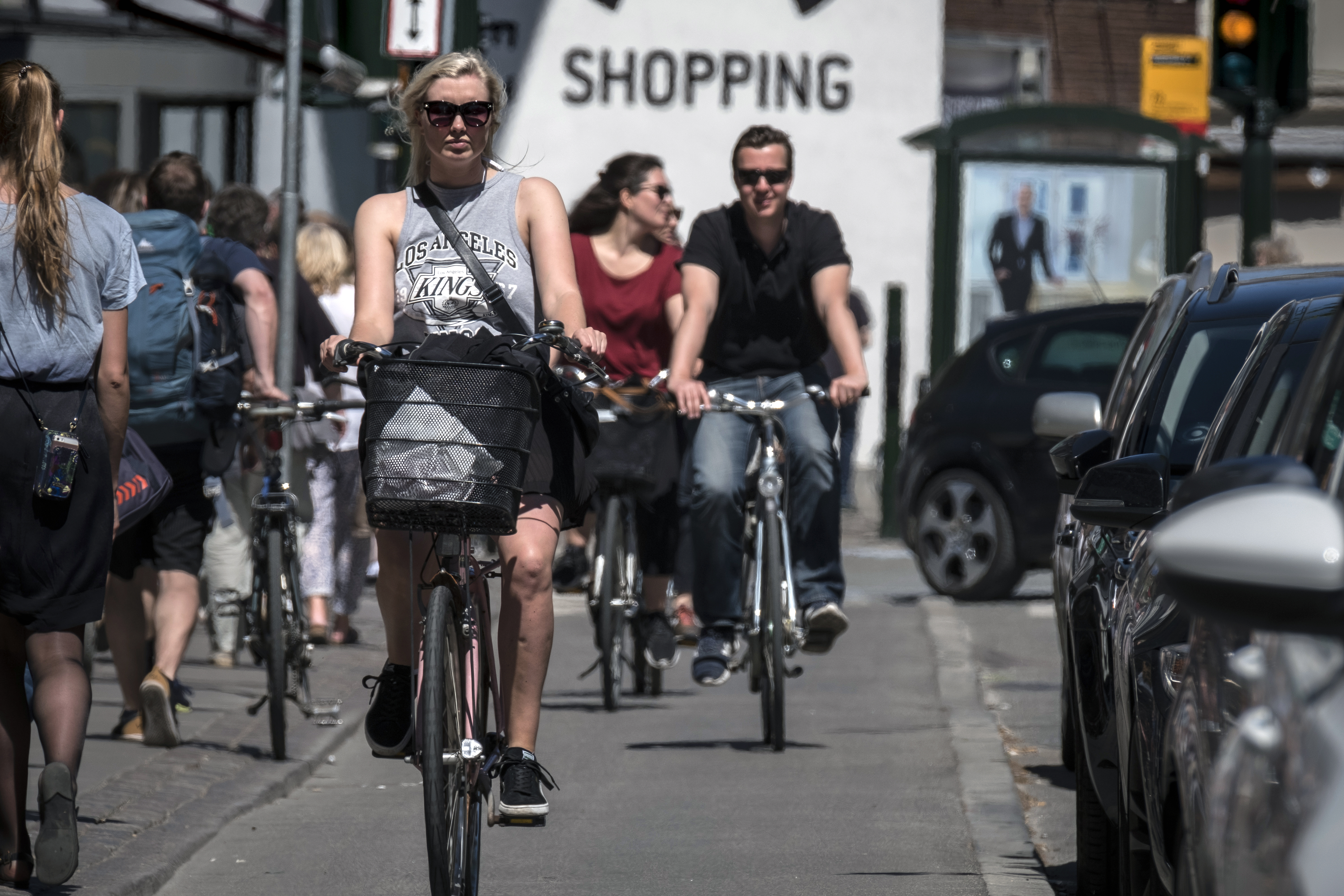
Komunikacja rowerowa w Kopenhadze

Europejski Tydzień Mobilności, ETM (ang. European Mobility Week, od 2022 roku kontynuacja kampanii Europejski Tydzień Zrównoważonego Transportu, ETZT) – kampania zainicjowana przez Komisję Europejską w 2002 roku, odbywająca się corocznie w dniach od 16 do 22 września. Celem kampanii jest zachęcenie mieszkańców miast do zmiany niekorzystnych dla zdrowia przyzwyczajeń i wybrania alternatywnych, ekologicznych środków podróżowania: chodzenia pieszo, jazdy na rowerze, korzystania z komunikacji miejskiej czy car-poolingu.

## Nagrody

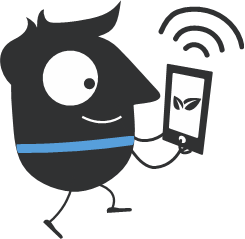
Jedna z maskotek ETZT.

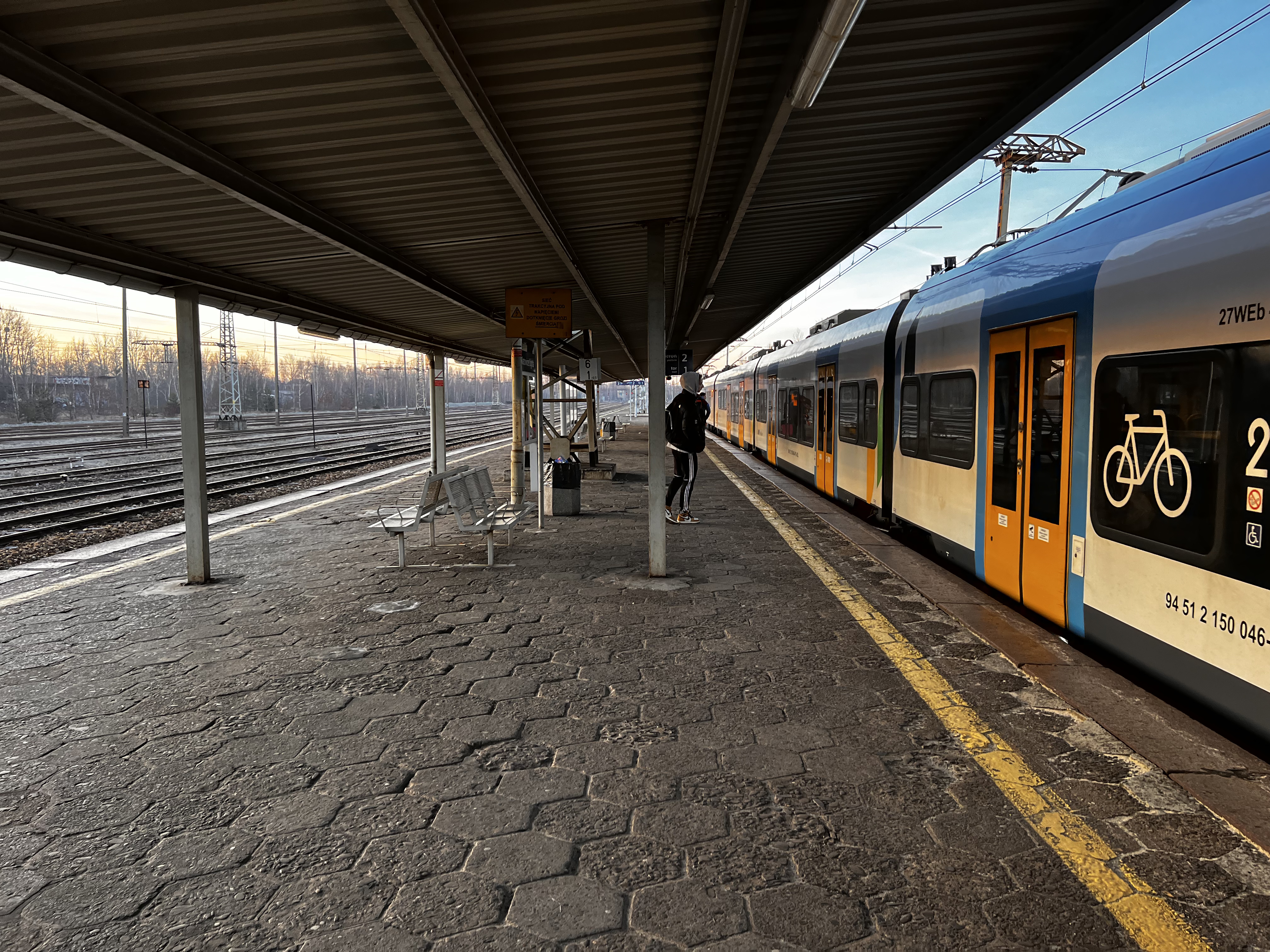
Pociąg Kolei Śląskich z miejscem do przewozu rowerów

Przez cały tydzień władze samorządowe oraz inne zaangażowane podmioty w szczególny sposób starają się zachęcić mieszkańców do zmiany niekorzystnych dla zdrowia i środowiska przyzwyczajeń transportowych. W ramach kampanii przygotowują szereg atrakcji: wystawy, konkursy z nagrodami, happeningi. Punktem kulminacyjnym jest obchodzony co roku 22 września Europejski Dzień bez Samochodu, podczas którego tradycyjnie wyłączony z ruchu zostaje fragment infrastruktury drogowej danego miasta.
W czasie kampanii realizować można trzy typy aktywności:
- Tydzień Działań – organizacja wydarzeń w tygodniu od 16 do 22 września.
- Działania Trwałe – działanie, które przyczynia się do odejścia od samochodu prywatnego na rzecz zorganizowanego środka transportu.
- Dzień Bez Samochodu – zamknięcie dla ruchu samochodowego ulicy lub pewnego obszaru gminy.

Jednostki samorządu terytorialnego mogą przyłączyć się do kampanii oraz rejestrować organizowane wydarzenia poprzez stronę: http://registration.mobilityweek.eu/login.php?lang=pl.
Inne podmioty, takie jak firmy, szkoły, uczelnie, fundacje czy organizacje pozarządowe mogą przyłączyć się do ETM, rejestrując (rejestracja jest możliwa do końca września każdego roku) swoje działania na stronie: http://mobility-action.mobilityweek.eu/login.php.

W Polsce od 2018 roku przyznawane są Nagrody Ministra Infrastruktury w polskiej kampanii Europejskiego Tygodnia Mobilności. Nagrody mają charakter honorowy i są przyznawane w 4 kategoriach konkursowych:
1. nagroda ETM za najlepszą kampanię lokalną – dla dużego miasta/gminy (powyżej 50 000);
2. nagroda ETM za najlepszą kampanię lokalną – dla małego miasta/gminy (poniżej 50 000 mieszkańców);
3. nagroda ETM za najbardziej innowacyjne działanie, aktywność – dla miasta, gminy, grupy ludzi, organizacji pozarządowej, partnera społecznego, instytucji badawczej/dydaktycznej, władzy lokalnej/krajowej, instytucji publicznej, przedsiębiorstwa publicznego/prywatnego;
4. wyróżnienie ETM dla najbardziej aktywnego województwa[1].

## ETM w Polsce
Polskie miasta biorą udział w kampanii od samego początku istnienia kampanii. Za koordynację ETM w Polsce odpowiada Departament Strategii Transportu Ministerstwa Infrastruktury.

## ETM na świecie
W 2002 roku pierwszy Europejski Tydzień Mobilności odbył się w 328 miastach, oferując różnorodność działań w zakresie transportu publicznego, rowerowego, żywych ulic czy nowe zielone szlaki. Od czasu powstania inicjatywy, każdego roku stawia się na istotne aspekty mobilności miejskiej, takich jak: ograniczenie zanieczyszczeń powietrza, promowanie multimodalności, mikromobilność, transport publiczny, mobilność współdzielona czy nowoczesne technologie w transporcie. Akcja ma obecnie zasięg ogólnoświatowy, oprócz podmiotów z Europy, swój udział zarejestrowały miasta m.in. z Japonii, Argentyny czy Korei Południowej.

## Edycja 2018
Kampania była organizowana pod hasłem „Multimodalność” oraz sloganem „Przesiadaj się i jedź”. W 2018 roku w ciągu tygodnia wydarzenia zorganizowało 2792 (w tym 160 z Polski) miast i gmin z 54 krajów. Polska w 2018 roku znalazła się wśród trzech państw z największym przyrostem uczestników (obok Rosji i Węgier).

## Edycja 2019
Kampanię zorganizowano pod przewodnim tematem „Bezpieczny ruch pieszy i rowerowy” oraz hasłem „Chodź z nami!”.

## Edycja 2020
Tematem przewodnim kampanii było hasło „Zeroemisyjna mobilność dla każdego”. Elastyczne podejście wpłynęło na to, że pomimo ograniczeń wynikających z pandemii w roku 2020 udało się utrzymać zainteresowanie udziałem w kampanii European Mobility Week, w której wzięło udział 2945 uczestników z 53 państw z całego świata. Wśród Państw UE Polska zaprezentowała się bardzo dobrze. Znalazła się na podium, zajmując 3. Miejsce w rankingu najbardziej zaangażowanych państw UE z 234 zarejestrowanymi podmiotami.

## Edycja 2021
Kampania była organizowana pod hasłem „Bezpiecznie i zdrowo dzięki zrównoważonej mobilności”. W roku 2021 kampania ETM obchodziła 20-lecie. Tego roku w kampanii ETM w Polsce wzięło udział 256 jednostek samorządu terytorialnego.

## Edycja 2022
Kampanię zorganizowano pod przewodnim tematem „Lepsze połączenia”. Udział zarejestrowały aż 242 podmioty samorządowe, które podjęły się organizacji. Ministerstwo Infrastruktury, obok standardowych działań, postanowiło promować działania wspierające zrównoważoną mobilność także wśród swoich pracowników. W ramach Europejskiego Tygodnia Mobilności w MI zaproszono wszystkich pracujących w ministerstwie miłośników jednośladów do skorzystania z darmowego serwisu rowerowego. Każdy pracownik, który w czasie Tygodnia Mobilności przyjechał do pracy rowerem, mógł otrzymać bon na śniadanie lub obiad w stołówce zakładowej. 